# Belver C. Griffith
Belver Callis Griffith (Hampton (Virgínia), 28 març 1931 - Filadèlfia, 23 octubre 1999) va ser un gestor d'informació nord-americà. Va estudiar psicologia a la University of Connecticut i després va treballar en el camp de la psicologia cognitiva. A principis dels anys 1960 va participar en un projecte d'investigació sobre l'intercanvi d'informació científica en el camp de la psicologia, promogut per l'Associació Americana de Psicologia. Des de llavors se centrà en l'anàlisi quantitativa de la comunicació científica. Es va convertir en un dels pioners en les àrees vinculades a la bibliometria, la cienciometria i la comunicació científica. El 1969 Griffith es converteix en professor de la School of Library and Information Science de la Universitat de Drexel de Filadèlfia. A la dècada dels 70 va escriure articles importants amb Henry Small de l'Institut per a la Informació Científica sobre l'anàlisi de l'estructura social, formal i informal, de la ciència. També va ser coautor amb Howard White de la Universitat de Drexel.
El 1982 va entrar a formar part de l'American Association for the Advancement of Science. I el 1997 reb la medalla Derek de Solla Price.